# Antilleptostylus nigricans
Antilleptostylus nigricans là một loài bọ cánh cứng trong họ Cerambycidae.